# Internetski šahovski poslužitelj
Internetski šahovski poslužitelj (ICS) je vanjski poslužitelj koji pruža kapacitete za igrati, raspravljati i razmatrati šah preko Interneta. Izraz se posebice odnosi na infrastrukturu za spajanje igrače kroz razne grafičke šahovske klijente  locirane na računalu svakog korisnika. 

## Povijest
1970-ih šah se mogao igrati dopisno u Platovskom programu zvanom "chess3".  Nekoliko korisnika redovno se služilo chess-om 3. Često je pojedini korisnik napravio nekoliko poteza dnevno, ponekad simultano igrajući partije u tijeku. Teorijski moglo se koristiti chess3 za igrati cijelu partiju šaha u jednoj sesiji, ali nije bilo uobičajeno ovako koristiti chess3. PLATO ni na koji način nije bio spojen na Internetov prethodnik ARPANET koji bi dopuštao masovnu uporabu u javnosti i posljedica je bila da je još uvijek relativno nepoznat javnosti.
1980-ih igranje šaha preko e-pošte još uvijek poprilična novotarija. Latencija s e-poštom bila je manja nego kod tradicijskog dopisnog šaha preko papirnih pisama. Igrač je često mogao dovršiti dvanaestak poteza tjedno. Poboljšanjem mrežne tehnologije, javnost, široka uporaba centraliziranih poslužitelja za igru uživo postala je mogućnost. 

### Internet Chess Club
Prvi internetski šahovski poslužitelj, Internet Chess Server, (ICS) pokrenut je 15. siječnja 1992. godine, programirali su ga Michael Moore i Richard Nash.Na poslužitelj su se igrači prijavljivali preko telneta a ploča je bila tekst u ASCII. Bilo je mnogo bugova pa su se događali lažni matovi, bili su mogući nedopušteni potezi. Siječnja 1992. pokrenut je Free Internet Chess Server. Daniel Sleator iz ICS-a 1. ožujka 1995. najavio je namjeru komercijaliziranja ICS-a i preimenovao ga je u Internet Chess Club. Nezadovoljni programeri iz ICS-a 1996. predvođeni Chrisom Petroffom pokrenuli su Free Internet Chess Server. 1996. John Fanning, stric utemeljitelja Napstera Shawna Fanninga pokrenuo je komercijalni Chess.net. 1997. pokrenut je World Chess Network. Tijekom godina poslije stvoreno je nekoliko internetskih šahovskih poslužitelja. Najpopularniji su Chess.com, Chesshub.com, Lichess.org, ICC, Playchess.com, FICS i Chesscube. Šah je također bio u ponudi nespecijalističkih stranica Yahoo! Games. Chess Live, prije US Chess Live dok je bio podružnica Šahovskog saveza SAD je bio pretplatnički poslužitelj koji je otvoren 8. veljače 2000., a zatvoren 29. svibnja 2007. godine kad ga je kupio Internet Chess Club i spojen sa  World Chess Network čime je stvoren World Chess Live. World Chess Live spojen je u i postao dio Internet Chess Cluba 19. ožujka 2012.

## Vanjske poveznice
- History of the Internet Chess Server 1992–1995, Chris Petroff (eng.)